# Soure, Bồ Đào Nha
Soure là một huyện thuộc tỉnh Coimbra, Bồ Đào Nha. Huyện này có diện tích 265 km², dân số thời điểm năm 2001 là 20940 người.